# Roland Böse
Roland Böse (ur. 10 lutego 1947 w Bingen am Rhein) – niemiecki wioślarz reprezentujący RFN, mistrz olimpijski.

## Kariera
Wystąpił na igrzyskach olimpijskich w Meksyku w 1968, gdzie osada RFN w składzie: Horst Meyer, Dirk Schreyer, Rüdiger Henning, Wolfgang Hottenrott, Lutz Ulbricht, Egbert Hirschfelder, Jörg Siebert, Niko Ott, Gunther Tiersch i Roland Böse zdobyła złoty medal w ósemkach. W finale o 0,98 sekundy wyprzedzili osadę Australii i o 2,11 sekundy osadę ZSRR. Böse nie startował w finale z powodu choroby (zastąpił go Niko Ott) ale otrzymał medal. Był to jego jedyny start olimpijski.
Ponadto zwyciężył w ósemkach na mistrzostwach Europy w Vichy (1967). 
Podczas ceremonii otwarcia igrzysk olimpijskich w Monachium w 1972 zachodnioniemiecka ósemka wniosła flagę olimpijską na Olympiastadion München.
W 1968 odznaczony Srebrnym Liściem Laurowym, najwyższym sportowym odznaczeniem państwowym.
Trzykrotnie zdobywał mistrzostwo kraju: w dwójkach podwójnych w 1966, w czwórkach bez sternika w 1967 i w ósemkach w 1968.